# Enrique Manson
Enrique José María Manson (Ciudad de Buenos Aires, 16 de julio de 1942 - Bella Vista, 19 de mayo de 2021) fue un profesor e historiador argentino, discípulo de José María Rosa, egresado de la Universidad del Salvador en 1965. Desde entonces ha desarrollado una carrera como profesor y director en establecimientos docentes de nivel secundario, de formación docente y de educación de adultos. Cumplió funciones como vocal titular del  Instituto nacional de Revisionismo Histórico Argentino e Iberoamericano Manuel Dorrego. Falleció el 19 de mayo del año 2021 en Bella Vista, Buenos Aires.

## Trayectoria
Ha sido funcionario de la Secretaría de Educación de la Ciudad de Buenos Aires, del Ministerio de Educación de la Provincia de Buenos Aires y del Ministerio de Educación de la Nación, donde estuvo a cargo del área de capacitación docente con categoría de director nacional.
Ha sido Coordinador de la Comisión de Educación del Partido Justicialista Metropolitano, e integrante de la Comisión Organizadora del Primer Congreso Nacional de Cultura y Educación del Justicialismo, realizado en el Hotel Bauen de Buenos Aires en 1983. En el mismo evento, presidió la Comisión de Formación y Capacitación Docente. Entre 1988 y 1989 fue director de la revista Realidad Educativa.
En el Instituto de Formación Docente José C. Paz, de la localidad del mismo nombre, se desempeñó hasta 2008 como director desde su fundación, en 1978, y estuvo a cargo de la cátedra de Historia Argentina del siglo XX hasta el mismo año. Es presidente Honorario del Centro de Estudios Históricos y Sociales del Oeste del Conurbano, con sede en José C. Paz y ocupa uno de los cargos de vicepresidente de la Comisión Nacional Permanente de Homenaje a José María Rosa.Es miembro del Instituto Nacional de Revisionismo Histórico Manuel Dorrego, donde trabaja con el escritor Eduardo Rosa, hijo del historiador José María Rosa y el periodista Pablo José Hernández en la Biblioteca y Centro Documental José María Rosa.
Ha sido profesor de la Facultad de Ciencias Económicas de la Universidad de Buenos Aires, de donde fue expulsado en marzo de 1976, de la Universidad de Luján y de la Universidad de Lomas de Zamora, donde fue Adjunto de la Cátedra de Historia Argentina de la que era titular Fermín Chávez. Ha publicado, entre otras obras, Argentina en el Mundo del siglo XX (Caligraf 2000), y conjuntamente con Fermín Chávez, Juan Carlos Cantoni y Jorge Sulé, los tomos 14 a 17 (1946/1976) de la Historia Argentina iniciada por José María Rosa (Oriente 1993).
En 2005, junto con Fermín Chávez, publicó los cuatro tomos finales de la obra (1976/2001) bajo el sello de Editorial Oriente. En el mismo año colaboró con Fermín Chávez en la publicación del Diccionario Histórico Argentino y de la Reseña de Acontecimientos Históricos 1553/2003 de Editorial Fabro.
Escribió una introducción y 34 textos explicativos de las políticas sociales, económicas, internacionales y de obras públicas del primer peronismo, en el libro de Claudio Díaz Manual del Antiperonismo Ilustrado, CICCUS 2007. Actualmente colabora con la revista Sudestada (Órgano del Peronismo militante).

## Su docencia
Fue titular de la Cátedra Libre de Historia Nacional José María Rosa. En su marco, ha dictado los siguientes cursos de capacitación:
- 2005 Entre dos helicópteros. Historia Argentina 1976/2001. En el Centro Universitario de Moreno, provincia de Buenos Aires.
- 2006 Entre dos helicópteros. Historia Argentina 1976/2001. En la Universidad de Rosario, provincia de Santa Fe.
- 2007 De Tordesillas al Mercosur. Quinientos años de encuentros y desencuentros. En el Centro Universitario de Moreno, pcia. de Buenos Aires.
- 2007 Entre dos helicópteros. Historia Argentina 1976/2001 En el Centro Cultural Paco Urondo de la Facultad de Filosofía y Letras de la Universidad de Buenos Aires. En el ámbito de la Campaña del Bicentenario promovida por la Municipalidad de Moreno, pcia. de Buenos Aires.
- 2007 Refrescando la memoria. Para una lectura actual de nuestro pasado. En el Centro Universitario de Moreno.

Fue vicepresidente de la fundación CICCUS, es Presidente Honorario del CEHIS (Centro de Estudios Históricos y Sociales del Noroeste del Conurbano) y Coordinador de la Red de Institutos de Formación Docente del Noroeste del Gran Buenos Aires (San Miguel, José C. Paz, Moreno, Malvinas Argentinas y Pilar). Es responsable de la producción general del Ciclo RADIO-HISTORIA de am740 Radio Cooperativa.
Ha sido columnista sobre temas de historia de Radio Nacional Clásica (programa Clásica y Noticias) y de Telered (programa de televisión Síntesis). Fue galardonado con el premio a la Cultura ARTURO JAURETCHE, por labor educativa, en 1997.
Actualmente es columnista del diario Tiempo Argentino y miembro del Instituto Nacional de Revisionismo Histórico Argentino e Iberoamericano Manuel Dorrego,donde continua su labor como historiador, pensador e investigador de la historia argentina del siglo XX. En el marco de la Biblioteca y Centro Documental José María Rosa, donde trabaja conjuntamente con el escritor Eduardo Manuel Rosa, hijo del historiador José María Rosa.
En su tarea de historiador y su labor docente ha viajado a distintas localidades del territorio nacional argentino, entre ellas las localidades de: Dolores, Caimancito, San Salvador de Jujuy, Misiones, Chaco, Concordia, Moreno, entre otras.

## Publicaciones
- José María Rosa. El historiador del pueblo. Autor: Manson, Enrique. ISBN 978-987-9355-72-5 / pp. 424 / 2008 / 16 × 23 cm.
- Argentina en el mundo del siglo XX. Autor: Manson, Enrique. ISBN 987-9355-20-2 / pp. 456 / 1.ª ed., 2000/2003; 2.ª, 2005/2001 / 16 × 23 cm
- Proceso a los Argentinos
- Tras su manto de Neblinas
- Fermín Chávez y su tiempo
- Te la hago Corta. Ediciones Baylon. ISBN 978-987-27742-6-4

## Obras en las que colaboró
- Malvinas, un anacronismo colonial (junto con otros autores)
- La otra Historia I (junto a otros autores)